# 33e cérémonie des Golden Globes
La 33e cérémonie des Golden Globes a eu lieu le 24 janvier 1976, récompensant les films et séries diffusés en 1975 et les professionnels s'étant distingués cette année-là.

## Palmarès
Les lauréats sont indiqués ci-dessous en premier de chaque catégorie et en caractères gras.

### Cinéma

#### Meilleur film dramatique
- Vol au-dessus d'un nid de coucou (One Flew Over the Cuckoo's Nest)
  - Barry Lyndon
  - Un après-midi de chien (Dog Day Afternoon)
  - Les Dents de la mer (Jaws)
  - Nashville

#### Meilleur film musical ou comédie
- Ennemis comme avant (The Sunshine Boys)
  - Funny Lady
  - Le Retour de la panthère rose (The Return of the Pink Panther)
  - Shampoo
  - Tommy

#### Meilleur réalisateur
- Miloš Forman pour Vol au-dessus d'un nid de coucou (One Flew Over the Cuckoo's Nest)
  - Stanley Kubrick pour Barry Lyndon
  - Sidney Lumet pour Un après-midi de chien (Dog Day Afternoon)
  - Steven Spielberg pour Les Dents de la mer (Jaws)
  - Robert Altman pour Nashville

#### Meilleur acteur dans un film dramatique
- Jack Nicholson pour le rôle de Randall Patrick McMurphy dans Vol au-dessus d'un nid de coucou (One Flew Over the Cuckoo's Nest)
  - Al Pacino pour le rôle de Sonny Wortzik dans Un après-midi de chien (Dog Day Afternoon)
  - Gene Hackman pour le rôle de James R. «Popeye» Doyle dans French Connection 2 (French Connection II)
  - James Whitmore pour le rôle de Harry S. Truman dans Give 'em Hell, Harry!
  - Maximilian Schell pour le rôle d'Arthur Goldman dans The Man in the Glass Booth

#### Meilleure actrice dans un film dramatique
- Louise Fletcher pour le rôle de Mildred Ratched dans Vol au-dessus d'un nid de coucou (One Flew Over the Cuckoo's Nest)
  - Karen Black pour le rôle de Faye Greener dans Le Jour du fléau (The Day of the Locust)
  - Glenda Jackson pour le rôle de Hedda Gabler dans Hedda
  - Marilyn Hassett pour le rôle de Jill Kinmont dans Un jour, une vie (The Other Side of the Mountain)
  - Faye Dunaway pour le rôle de Katherine Hale dans Les Trois Jours du Condor (Three Days of the Condor)

#### Meilleur acteur dans un film musical ou une comédie
- George Burns pour le rôle d'Al Lewis dans Ennemis comme avant (The Sunshine Boys)
- Walter Matthau pour le rôle de Willy Clark dans Ennemis comme avant (The Sunshine Boys)
  - James Caan pour le rôle de Billy Rose dans Funny Lady
  - Peter Sellers pour le rôle de l'inspecteur Jacques Clouseau dans Le Retour de la panthère rose (The Return of the Pink Panther)
  - Warren Beatty pour le rôle de George Roundy dans Shampoo

#### Meilleure actrice dans un film musical ou une comédie
- Ann-Margret pour le rôle de Nora Walker Hobbs dans Tommy
  - Barbra Streisand pour le rôle de Fanny Brice dans Funny Lady
  - Liza Minnelli pour le rôle de Claire dans Les Aventuriers du Lucky Lady (Lucky Lady)
  - Julie Christie pour le rôle de Jackie Shawn dans Shampoo
  - Goldie Hawn pour le rôle de Jill dans Shampoo

#### Meilleur acteur dans un second rôle
- Richard Benjamin pour le rôle de Ben Clark dans Ennemis comme avant (The Sunshine Boys)
  - Burgess Meredith pour le rôle de Harry Greener dans Le Jour du fléau (The Day of the Locust)
  - John Cazale pour le rôle de Sal dans Un après-midi de chien (Dog Day Afternoon)
  - Charles Durning pour le rôle de Moretti dans Un après-midi de chien (Dog Day Afternoon)
  - Henry Gibson pour le rôle de Haven Hamilton dans Nashville

#### Meilleure actrice dans un second rôle
- Brenda Vaccaro pour le rôle de Linda Riggs dans Une fois ne suffit pas (Once Is Not Enough)
  - Lee Grant pour le rôle de Felicia Karpf dans Shampoo
  - Ronee Blakley pour le rôle de Barbara Jean dans Nashville
  - Geraldine Chaplin pour le rôle d'Opal dans Nashville
  - Barbara Harris pour le rôle de Winifred dans Nashville
  - Lily Tomlin pour le rôle de Linnea Reese dans Nashville

#### Meilleur scénario
- Vol au-dessus d'un nid de coucou (One Flew Over the Cuckoo's Nest) – Lawrence Hauben et Bo Goldman
  - Un après-midi de chien (Dog Day Afternoon) – Frank Pierson
  - Les Dents de la mer (Jaws) – Peter Benchley et Carl Gottlieb
  - Nashville – Joan Tewkesbury
  - Ennemis comme avant (The Sunshine Boys) – Neil Simon

#### Meilleure chanson originale
- "I'm Easy" interprétée par Keith Carradine – Nashville ♕
  - "How Lucky Can You Get" interprétée par Barbra Streisand – Funny Lady
  - "Richard's Window" interprétée par Olivia Newton-John – Un jour, une vie (The Other Side of the Mountain)
  - "My Little Friend" interprétée par Ray Conniff – Le Tigre de papier (Paper Tiger)
  - "Now That We're in Love" interprétée par Steve Lawrence – L'Infirmière de la compagne casse-cou (Whiffs)

#### Meilleure musique de film
- Les Dents de la mer (Jaws) – John Williams
  - Funny Lady – John Kander et Fred Ebb
  - L'Homme qui voulut être roi (The Man Who Would Be King) – Maurice Jarre
  - Un jour, une vie (The Other Side of the Mountain) – Charles Fox
  - Le Retour de la panthère rose (The Return of the Pink Panther) – Henry Mancini

#### Meilleur film étranger
- Les Mensonges que mon père me contait (Lies My Father Told Me) •  Canada
  - Toute une vie •  France
  - Section spéciale •  France /  Italie /  Allemagne de l'Ouest
  - La Flûte enchantée (Trollflöjten) •  Suède
  - Hedda •  Royaume-Uni

#### Golden Globe du meilleur documentaire
La récompense avait déjà été décernée.
- Youthquake!
  - T'as pas 100 balles? (Brother, Can You Spare a Dime)
  - Charlot, le gentleman vagabond (The Gentleman Tramp)
  - Mustang: The House That Joe Built
  - The Other Half of the Sky: A China Memoir
  - UFOs: Past, Present, and Future

#### Golden Globe de la révélation masculine de l'année
La récompense avait déjà été décernée.
- Brad Dourif pour le rôle de Billy Bibbit dans Vol au-dessus d'un nid de coucou (One Flew Over the Cuckoo's Nest)
  - Chris Sarandon pour le rôle de Leon Shermer dans Un après-midi de chien (Dog Day Afternoon)
  - Ben Vereen pour le rôle de Bert Robbins dans Funny Lady
  - Jeff Lynas pour le rôle de David Herman dans Les Mensonges que mon père me contait (Lies My Father Told Me)
  - Roger Daltrey pour le rôle de Tommy Walker dans Tommy

#### Golden Globe de la révélation féminine de l'année
La récompense avait déjà été décernée.
- Marilyn Hassett pour le rôle de Jill Kinmont dans Un jour, une vie (The Other Side of the Mountain)
  - Stockard Channing pour le rôle de Freddie dans La Bonne Fortune (The Fortune)
  - Jeannette Clift pour le rôle de Corrie dans The Hiding Place
  - Barbara Carrera pour le rôle d'Eula dans The Master Gunfighter
  - Lily Tomlin pour le rôle de Linnea Reese dans Nashville
  - Ronee Blakley pour le rôle de Barbara Jean dans Nashville

### Télévision
Note : le symbole « ♕ » rappelle le gagnant de l'année précédente (si nomination).

#### Meilleure série dramatique
- Kojak
  - Baretta
  - Columbo
  - Petrocelli
  - Police Story

#### Meilleure série musicale ou comique
- Barney Miller
  - All in the Family
  - The Carol Burnett Show
  - Chico and The Man
  - The Mary Tyler Moore Show

#### Meilleure mini-série ou meilleur téléfilm
- Babe
  - Douce captive (Sweet Hostage)
  - Guilty or Innocent: The Sam Sheppard Murder Case
  - A Home of Our Own
  - La Légende de Lizzie Borden

#### Meilleur acteur dans une série dramatique
(ex æquo)
- Robert Blake pour le rôle de Tony Baretta dans Baretta
- Telly Savalas pour le rôle du Lt. Theo Kojak dans Kojak ♕
  - Karl Malden pour le rôle du Lt. Mike Stone dans Les Rues de San Francisco (The Streets of San Francisco)
  - Barry Newman pour le rôle d'Anthony J. Petrocelli dans Petrocelli
  - Peter Falk pour le rôle du Lt. Columbo dans Columbo

#### Meilleure actrice dans une série dramatique
- Lee Remick pour le rôle de Jennie, Lady Randolph Churchill dans Jennie: Lady Randolph Churchill
  - Lee Meriwether pour le rôle de Betty Jones dans Barnaby Jones
  - Rosemary Harris pour le rôle de George Sand dans Notorious Woman
  - Angie Dickinson pour le rôle de Suzanne «Pepper» Anderson dans Sergent Anderson (Police Woman)
  - Michael Learned pour le rôle d'Olivia «Livie» Walton dans La Famille des collines (The Waltons)

#### Meilleur acteur dans une série musicale ou comique
- Alan Alda pour le rôle de Benjamin Pierce dans M*A*S*H ♕
  - Redd Foxx pour le rôle de Fred G. Sanford dans Sanford and Son
  - Bob Newhart pour le rôle de Dick Loudon dans Newhart
  - Carroll O'Connor pour le rôle d'Archie Bunker dans All in the Family
  - Hal Linden pour le rôle du Capt. Barney Miller dans Barney Miller
  - Johnny Carson pour le rôle de dans The Tonight Show Starring Johnny Carson

#### Meilleure actrice dans une série musicale ou comique
- Cloris Leachman pour le rôle de Phyllis Lindstrom dans Phyllis
  - Valerie Harper pour le rôle de Rhoda Morgenstern Gerard dans Rhoda ♕
  - Carol Burnett pour le rôle de plusieurs personnages dans The Carol Burnett Show
  - Mary Tyler Moore pour le rôle de Mary Richards dans The Mary Tyler Moore Show
  - Beatrice Arthur pour le rôle de Maude Finley dans Maude

#### Meilleur acteur dans un second rôle dans une série, une mini-série ou un téléfilm
(ex æquo)
- Tim Conway pour plusieurs personnages dans The Carol Burnett Show
- Edward Asner pour le rôle de Lou Grant dans The Mary Tyler Moore Show
  - Jimmie Walker pour le rôle de James 'J.J.' Evans, Jr dans Good Times
  - Rob Reiner pour le rôle de Michael Stivic dans All in the Family
  - Ted Knight pour le rôle de Ted Baxter dans The Mary Tyler Moore Show

#### Meilleure actrice dans un second rôle dans une série, une mini-série ou un téléfilm
- Hermione Baddeley pour le rôle de Mme Nell Naugatuck dans Maude
  - Susan Howard pour le rôle de Maggie Petrocelli dans Petrocelli
  - Julie Kavner pour le rôle de Brenda Morgenstern dans Rhoda
  - Nancy Walker pour le rôle d'Ida Morgenstern dans Rhoda

### Cecil B. DeMille Award
Pas de récompense

### Miss Golden Globe
- Lisa Farringer

### Henrietta Award
Récompensant un acteur et une actrice.
Pas de récompense

## Récompenses et nominations multiples

### Nominations multiples

#### Cinéma
11 : Nashville
7 : Un après-midi de chien
6 : Vol au-dessus d'un nid de coucou, Funny Lady
5 : Ennemis comme avant, Shampoo
4 : Les Dents de la mer, Un jour, une vie
3 : Petrocelli, Tommy, Le Retour de la panthère rose
2 : Hedda, Le Jour du fléau, Barry Lyndon, Les Mensonges que mon père me contait

#### Télévision
4 : The Mary Tyler Moore Show
3 : All in the Family, The Carol Burnett Show
2 : Kojak, Columbo, Barney Miller, Maude, Rhoda

#### Personnalités
2 : Marilyn Hassett, Barbra Streisand, Ronee Blakley

### Récompenses multiples

#### Cinéma
6 / 6 : Vol au-dessus d'un nid de coucou
4 / 5 : Ennemis comme avant

#### Télévision
2 / 2 : Kojak

#### Personnalités
Aucune

### Les grands perdants

#### Cinéma
1 / 11 : Nashville
0 / 7 : Un après-midi de chien

#### Télévision
0 / 4 : The Mary Tyler Moore Show